# Pintor do Mundo
Pintor do mundo é um álbum de estúdio do cantor brasileiro Pr. Lucas, lançado em julho de 2017 pela gravadora MK Music.
O álbum foi produzido por Josué Godoi e é um álbum autoral, ou seja, todas as músicas são composição do próprio Pr. Lucas.
A faixa “Pintor do Mundo” conta com a participação de Samuel Rahmé, filho do cantor. Também conta com participação de Anderson Freire na música “O Plano” . E ainda conta com uma faixa gravada ao vivo na Comunidade Evangélica Vida no Altar.
As canções escolhidas para serem singles foram "Pintor do Mundo" e "Marcas da Vida" (esta última, foi usada como trilha sonora do filme Nada a Perder)
O álbum concorreu ao Latin Grammy em 2018, mas perdeu para a cantora Fernanda Brum.
| Críticas profissionais | Críticas profissionais |
| Avaliações da crítica  | Avaliações da crítica  |
| Fonte                  | Avaliação              |
| ---------------------- | ---------------------- |
| Super Gospel           | [ 3 ]                  |

## Faixas
| n° | Faixa                    | Participação                        | Composição                 |
| -- | ------------------------ | ----------------------------------- | -------------------------- |
| 1  | Pintor do Mundo          | Samuel Rahmé                        | Pr. Lucas                  |
| 2  | O Plano                  | Anderson Freire                     | Pr. Lucas                  |
| 3  | Eu Preciso de Deus       |                                     | Pr. Lucas e Abdiel Arsenio |
| 4  | Me Libertou              |                                     | Pr. Lucas e Para. Thaísa   |
| 5  | Olhe Para Cruz           |                                     | Pr. Lucas                  |
| 6  | Marcas da Vida           |                                     | Pr. Lucas                  |
| 7  | Onde Deus Está           |                                     | Pr. Lucas                  |
| 8  | Eu Estava Lá             |                                     | Pr. Lucas                  |
| 9  | Tudo Vai Ficar Bem       |                                     | Pr. Lucas                  |
| 10 | Extraordinário (Ao Vivo) | Comunidade Evangélica Vida no Altar | Pr. Lucas e Para. Thaísa   |

## Clipes (CanalMK MusicnoYouTube)
Os singles do álbum foram lançados em forma de VideoLETRA®. A canção "Marcas da Vida" que foi lançado como Clipe Oficial MK Music por ter sido a canção tema do filme Nada a Perder exibiu imagens do filme ao redor do Pastor Lucas cantando/tocando a canção num piano, gravado nos estúdios da RecordTV.[carece de fontes?]
| Música             | Lançamento             | Tipo       |
| ------------------ | ---------------------- | ---------- |
| Pintor do Mundo    | 20 de junho de 2017    | VídeoLETRA |
| Eu Preciso de Deus | 20 de julho de 2017    | VideoLETRA |
| O Plano            | 16 de agosto de 2017   | VideoLETRA |
| Olhe para Cruz     | 21 de setembro de 2017 | VideoLETRA |
| Tudo Vai Ficar Bem | 1 de novembro de 2017  | VideoLETRA |
| Extraordinário     | 28 de dezembro de 2017 | VideoLETRA |
| Marcas da Vida     | 17 de abril de 2018    | Clipe      |